# سینمای کلمبیا
سینمای کلمبیا به صنعت فیلم در کشور کلمبیا اشاره دارد. سینمای کلمبیا در سال ۱۸۹۷ آغاز به کار کرد و اوایل شامل فیلم‌های صامت، انیمیشنی و بعضاً آثاری بین‌المللی می‌شد. پشتیبانی دولت شامل حمایت‌هایش در دههٔ ۱۹۷۰ میلادی برای توسعه شرکت دولتی توسعهٔ سینماتوگرافی (به اسپانیولی: Compañia de Fo mento Cine matográfico یا به‌طور خلاصهً: FOCINE)، به تولید برخی از فیلم‌ها کمک کرد لیکن تلاش برای حفظ خود به لحاظ مالی قابل قبول مبود. FOCINE نهایتاً در سال ۱۹۹۳ نابود شد. در سال ۱۹۹۷ کنگره کلمبیا قانون ۳۹۷ ماده ۴۶ معروف به قانون کلی فرهنگ را با هدف حمایت از توسعه صنعت سینمای کلمبیا تصویب کرد و به ایجاد یک صندوق حمایتی و تبلیغاتی به نام Corporación PROIMAGENES en Movimiento همت گماشت.در سال ۲۰۰۳ کنگره همچنین قانون سینما را تصویب کرد که به بازسازی صنعت سینما در کلمبیا کمک کرد.

## تاریخچه

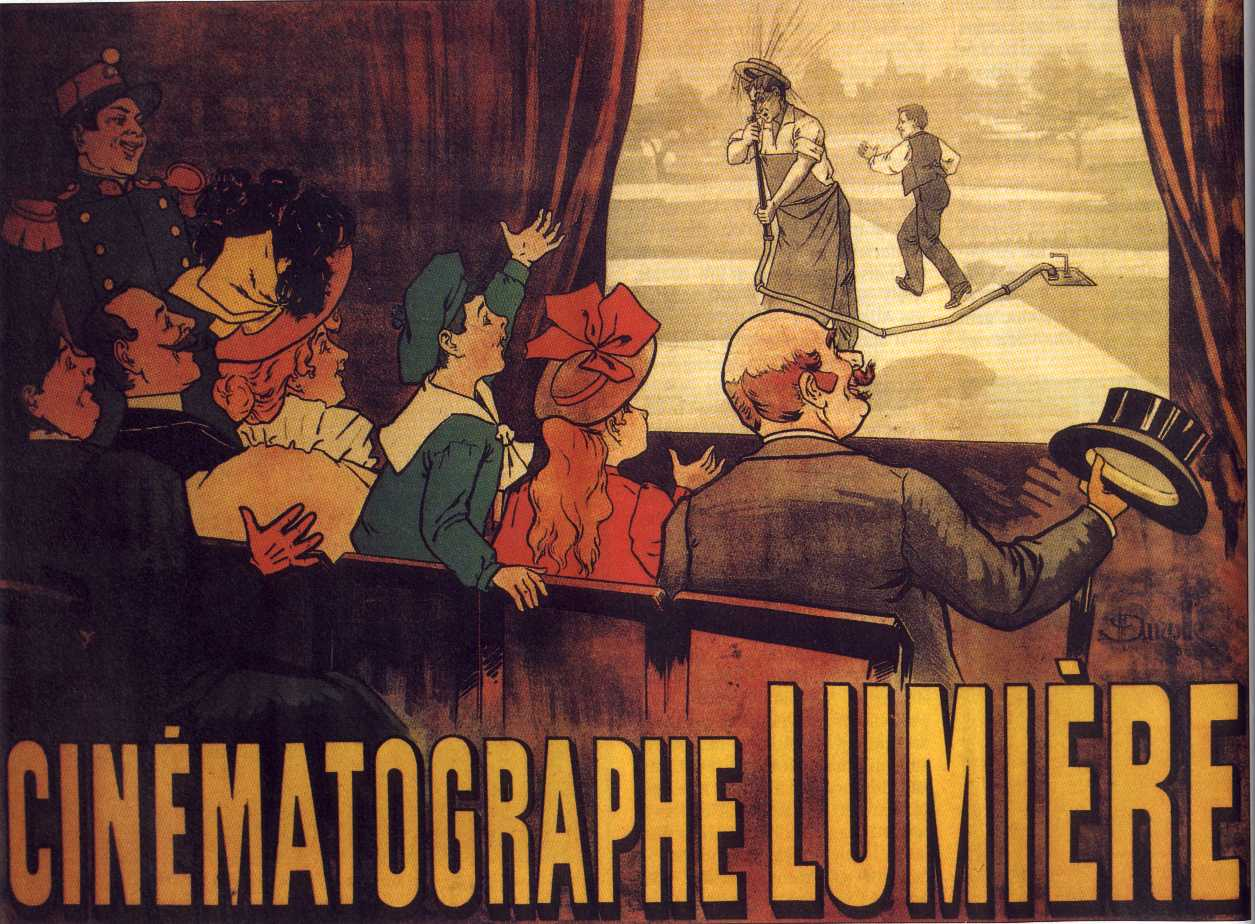
پوستر فیلم برادران لومیر

سابقه سینمای کلمبیا در سال ۱۸۹۷ آغاز شد، زمانی که اولین سینماتوگراف در کشور، دو سال پس از اختراع سینما توسط برادران لومیر (آگوستو و لوئیز) در پاریس، وارد کشور شد. در ابتدا ابداع جدید وارد بندر کُلُن (در کشور پانامای امروزی که آن زمان جزئی از کلمبیا بود) و سپس بارانکیلا، بوکارامانگا و نهایتاً بوگوتا شد. در اوت همان سال برای نخستین بار در یک سالن تئاتر (که بعدها تخریب شده) یک فیلم نمایشی روی صحنه رفت.

### سال‌های نخستین
به زودی پس از معرفی فیلمبرداری در کلمبیا، کشور وارد جنگ داخلی شد که به عنوان جنگ هزار روزه منجر به تعلیق تمامی تولیدات سینمایی شد. اولین فیلم‌های ضبط شده معمولاً طبیعت و لحظات زندگی روزمرهٔ مردم کلمبیا را نشان می‌دهند. این فیلم‌های ابتدایی توسط برادران دی دومینیکو، که برای سالن المپیا در بوگوتا کار می‌کردند، ضبط شده‌است. برادران دومینیکو همچنین نخستین فیلم مستند خود با نام El drama del quince de Octubre (به معنی: درام نیمهٔ اکتبر) را منتشر کردند که به گرامیداشت صدمین سالگرد نبرد بویاکا و همچنین ترور سیاستمدار سرشناس، Rafael Uribe Uribe، به تصویر کشیده شد. بر سر تاریخ اولین انتشار این اثر اختلاف نظر وجود دارد.

### فیلم‌های صامت

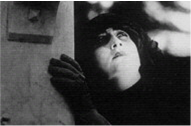
تصویری از فیلم Bajo el Cielo Antioqueño (۱۹۲۴–۱۹۲۵) - به معنی زیر آسمان انتیوکیا.

در طول سال‌های اولیه تولید فیلم‌های سینمایی کلمبیا تقریباً موضوع فیلم‌ها به‌طور انحصاری طبیعت و زندگی روزمره مردم بود. تا آن که در سال ۱۹۲۲، اولین فیلم داستانی به نام ماریا (هیچ نسخه‌ای از این فیلم وجود ندارد) منتشر شد. این فیلم توسط مکسیمو کالوو اولمدو، مهاجر اسپانیایی که به عنوان توزیع‌کننده فیلم در پاناما کار می‌کرد، کارگردانی شد. او این فیلم را در شهر کالی و بر اساس رمانی از جرج اسحاق با نام ماریا کارگردانی و مدیریت می‌کرد.

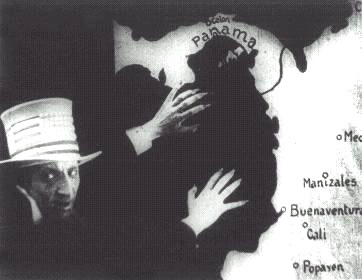
Photogram of the film: Garras de oro (1926)

یکی دیگر از پیشگامان سینمای کلمبیا، آرتورو آستوودو والارینو، تهیه‌کننده و تهیه‌کننده تئاتر از بخش انتیوکیا بود که در بوگوتا زندگی می‌کرد. بعد از معرفی فیلم‌های خارجی و شگفتی که در کلمبیا ایجاد می‌کردند، تئاترها دیگر به همان اندازهٔ قدیم سودآور نبودند، بنابراین آستوودو تصمیم گرفت تا یک شرکت تولید فیلم با نام Acevedo Hijos (پسران آستوودو) را بسازد. کمپانی پسران آستوودو پایداری خوبی داشت و از سال ۱۹۲۳ تا ۱۹۴۶ فعالیت می‌کرد و از تنها شرکت‌هایی بود که در رکود بزرگ دههٔ ۱۹۳۰ میلادی جان سالم به در برد. این کمپانی فیلم‌های La tragedia del silencio (تراژدی سکوت) در سال ۱۹۲۴ و Bajo el Cielo Antioqueño (زیر آسمان انتیوکیا) در سال ۱۹۲۸ را ساخت. زیر آسمان انتیوکیا توسط Gonzalo Mejia (گنزالو مخیا) کارگردان محلی تهیه شد. این فیلم به خاطر نخبه‌سالاری مورد انتقاد قرار گرفت ولی در میان عموم مردم پذیرفته شد. فیلم‌ها در کلمبیا عمدتاً بر مبنای تم‌هایی مانند طبیعت، فولکلور و ناسیونالیسم و در برخی موارد استثنایی پایه‌های ادبی شکل می‌گرفتند. در سال ۱۹۲۶ فیلم سینمایی Garras de oro (کلاغ‌های طلا) پخش شد، که بر پایهٔ مضامین سیاسی بود و به جدایی پاناما از کلمبیا و دخالت‌های ایالات متحده آمریکا در مسائل مرتبط با کلمبیا انتقاد می‌کرد.

### دوران رکود دههٔ ۱۹۳۰ میلادی
در سال ۱۹۲۸ کمپانی کلمبیایی سینه کلمبیا استودیوهای فیلم دی دومینیکو را خرید و وعدهٔ نمایش فیلم‌های بین‌المللی را، به خاطر فروش بالایشان، داد. فیلم‌های بین‌المللی بیش از فیلم‌های کلمبیایی مورد پذیرش مردم قرار گرفتند. بدین ترتیب، از سال ۱۹۲۸ تا ۱۹۴۰ آلبرتو سانتا (Alberto Santa) تنها یک فیلم در کلمبیا تولید کرد: Al son de las guitarras (به ریتم گیتار) که آن هم در تئاتر هرگز نشان داده نشد. کلمبیایی‌ها بیشتر علاقه‌مند به فیلم‌های «هالیوود» بودند. علاقه مندان به صنایع فیلم کلمبیا پول، تکنولوژی و لوازم توسعه سینمای ملی را نداشتند. در حالی که فیلم‌های کلمبیایی هنوز صامت بودند، صنعت بین‌المللی در حال حاضر از فیلم‌های رنگی و ناطق بهره‌برداری می‌کرد و در نتیجه سینمای کلمبیا به شدت تحت تأثیر قرار گرفت.
در دهه ۱۹۴۰ یک بازرگان بوگوتایی، به نام اسوالدو دوپرلی، شرکت Ducrane Films را تأسیس کرد و فیلم‌های متعددی را به این نام تولید کرد و با وجود رقابت شدید سینمای آرژانتین و مکزیک بعد از سال ۱۹۳۱، به جایگاه سوم در اولویت کلمبیایی‌ها قرار گرفت و فیلم‌های متعددی را تولید کرد. تنها کمپانی که از دوران رکود سینمای کلمبیا جان به در برد، پسران آستوودو بود که آن هم بعدها پایان کار خویش را دید.
طی دههٔ ۱۹۵۰ میلادی گابریل گارسیا مارکز و انریکه گرائو تلاش کردند صنعت فیلم کشور را دوباره بازسازی کنند. در سال ۱۹۵۴ این دو هنرمند، که یکی نویسنده و دیگری نقاش بودند، یک فیلم کوتاه سورئالیستی به نام La langosta azul (خرچنگ آبی) ساختند. گارسیا مارکز فعالیت‌هایش در صنعت سینما را به عنوان فیلمنامه‌نویس ادامه داد، در حالی که گرائو به ادامه نقاشی پرداخت.

### پورنومیسریا

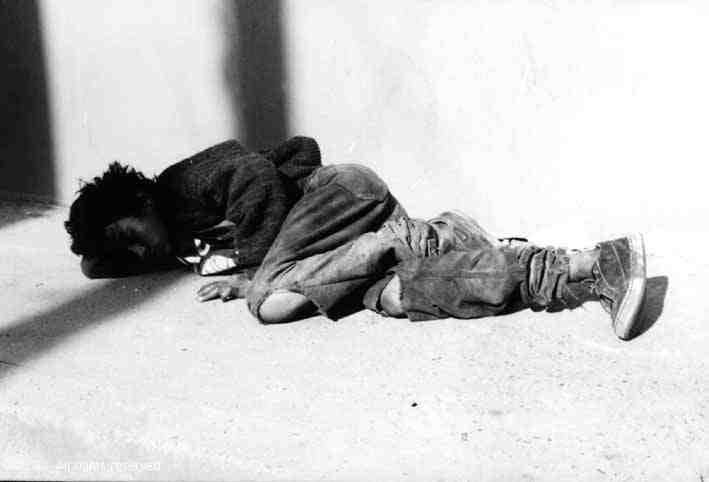
کودکی در خیابان، صحنه‌ای رایج در دوران 'Pornomiseria' در سال‌های دههٔ ۱۹۷۰ میلادی.

پورنومیسریا (که نامش ترکیبی از porno و misery، پورن و بدبختی، است) در طول دهه ۱۹۷۰ به فیلم‌هایی با محتوای شدیدی از فقر و بدبختی انسان‌هایی که برای پول درمانده بودند، شناخت بین‌المللی به دست آورد. این اصطلاح در کشورهای همسایه مثل ونزوئلا و برزیل نیز مورد استفاده قرار گرفت و هدف از انتخاب این نام برایش انتقاد از اخلاق فیلمسازانی بود که رویکرد جنسی داشتند. در این عصر فیلم‌هایی که مخاطبان و منتقدان آن‌ها را مورد توجه قرار داده بودند، عمدتاً در فستیوال‌های فیلم اروپایی نیز مورد توجه قرار گرفتند و واقعیت‌های آمریکای لاتین را به نمایش گذاشتند. فیلم‌هایی مانند گیمین (۱۹۷۸) توسط کیورو دران که فیلمی مستند دربارهٔ کودکان خیابانی بود، به این سبک تعلق دارند و شامل نظراتی هستند که ناشناخته بودند یا تحقیقات جدی در مورد مشکلات اجتماعی آن‌ها تصویر می‌کردند، وجود نداشت. این نوع فیلم‌سازی توسط گروه کالی، گروهی از فیلمسازان که عمدتاً توسط کارلوس مایولو و لوئیس اسپینا شکل گرفته بود، به نقد گرفته شد و اثر Agarrando Pueblo (1978) در مایهٔ کمدی این نوع فیلم‌ها را مورد تمسخر قرار داد.
منتقدان Pornomiseria ادعا می‌کنند که این فیلم‌ها موضوعات خود را عمیق و ژرف در نظر نمی‌گیرند و رویکردی سطحی برای این مسائل را به ارمغان می‌آورد. با این حال سینمای Pornomiseria به خصوص در کلمبیا و برزیل محبوب بود.

### FOCINE

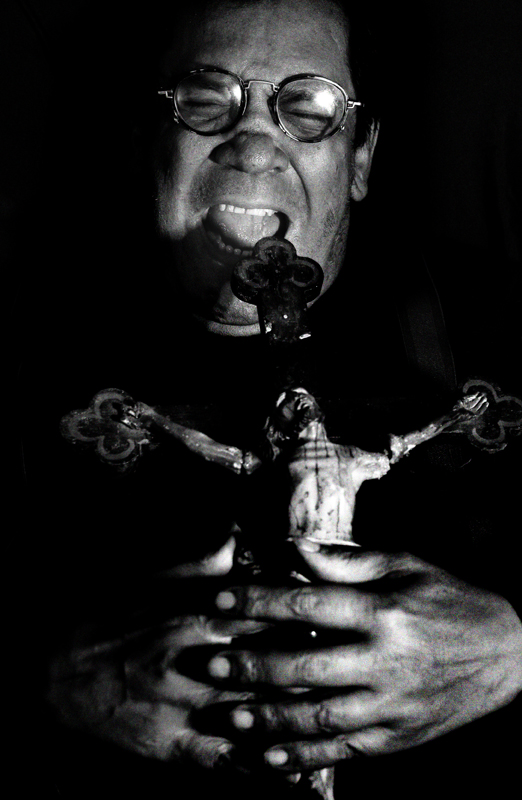
کارلوس مایولو

در ۲۸ ژوئیه ۱۹۷۸ Compañia de Fomento Cinematográfico (FOCINE) برای اداره صندوق فاینانس سینمایی که در سال ۱۹۷۷ ایجاد شده بود، تأسیس شد. FOCINE برای اولین بار در وزارت ارتباطات کلمبیا تصمیم گرفت که در یک دوره ده ساله از ۲۹ فیلم و تعدادی از فیلم‌های کوتاه و مستند حمایت کند؛ منتهی فساد در مدیریت آن منجر به بسته شدن FOCINE در سال ۱۹۹۳ شد. در طول این دوره، کارهای کارلوس مایولو فرم‌های جدیدی از فیلم‌سازی به سینمای کلمبیا ارائه داد. گوستاو نیتئو نیز به ایجاد سبکی از کمدی با تأثیر از سینمای مکزیک کمک کرد.
در اواخر دههٔ قرن بیستم دولت کلمبیا FOCINE را تحت فشار قرار داد که فیلمسازان را مجبور به تولید فیلم‌هایی مشترک با کشورهای دیگر و استفاده از سرمایه‌گذاران اروپایی و سرمایه‌گذاران خصوصی کند. با وجود این، بعضی از محصولات مهم مانند La estrategia del caracol (استراتژی حلزون) توسط سرجیو کابررا، موفق به کسب جایزه‌های متعدد بین‌المللی شده و توانستند منافع ملی را در زمینه فیلم‌های ملی توجیه کنند. از دیگر فیلم‌های موفق کارهای کارگردان و تهیه‌کنندهٔ سرشناس، بیکتور گاویریا، بود که La vendedora de rosas (رُز فروش) را ساخت و جوایز مختلفی برای آن کسب کرد. همچنین Bolívar soy yo (من بولیوار هستم، ۲۰۰۲) توسط خرخه الی تریانا فیلم موفقی در این دوره بود.

### قانون سینما
در سال ۲۰۰۳، دولت کلمبیا قانون سینما را تصویب کرد تا به کمک به تولید فیلم‌های محلی اقدام شود. فیلم‌های متعددی توسط دولت حمایت شدند. به‌طور مثال Soñar no Cuesta Nada توسط رودریگو تریانا توانست ۱٬۲۰۰٬۰۰۰ مخاطب را به تماشا بنشاند که در آن زمان یک رکورد محسوب می‌شد یا فیلم El colombian dream توسط فلیپه الخوره (به معنای «رؤیای کلمبیایی» که در تقارن با نام «رؤیای آمریکایی» ساخته شد) تکنیک‌ها و شیوه‌های بدیعی در صنعت فیلم را به فیلمسازان کلمبیایی معرفی کرد.
قانون ۸۱۴ در سال ۲۰۰۳, که با نام قانون سینما در کلمبیا شناخته می‌شود، پس از بحث دوم در سنای کلمبیا تصویب شد. سنا تأمین مالی سینمای کلمبیا را از طریق مالیات جمع‌آوری شده از توزیع کنندگان، غرفه داران و تولیدکنندگان فیلم تأسیس کرد. مجموعهٔ این اقدامات به منظور حمایت از تولیدکنندگان فیلم، مستندها، فیلم‌های کوتاه و پروژه‌های مشابه دیگر تعیین شده‌است. بودجه جمع‌آوری شده توسط صندوق تولید فیلم سینمایی PROIMAGENES اداره می‌شود.
در دورهٔ دوم ریاست جمهوری الوارو اوریبه دولت اصلاحات مالیاتی را برای کاهش بودجهٔ قانون سینما ارائه کرد، که به این اقدام رئیس‌جمهور انتقاد شد اما وزیر فرهنگ، الویرا کوووو د جرامیلو، در وزارت مالیه برای جلوگیری از تداوم این قانون از تأثیرات مالی منابع سینمای کلمبیایی دفاع کرد. وزیر دارایی نیز موافقت کرد که از مزایای صنعت فیلم حمایت کند.

## رقابت‌های بین‌المللی

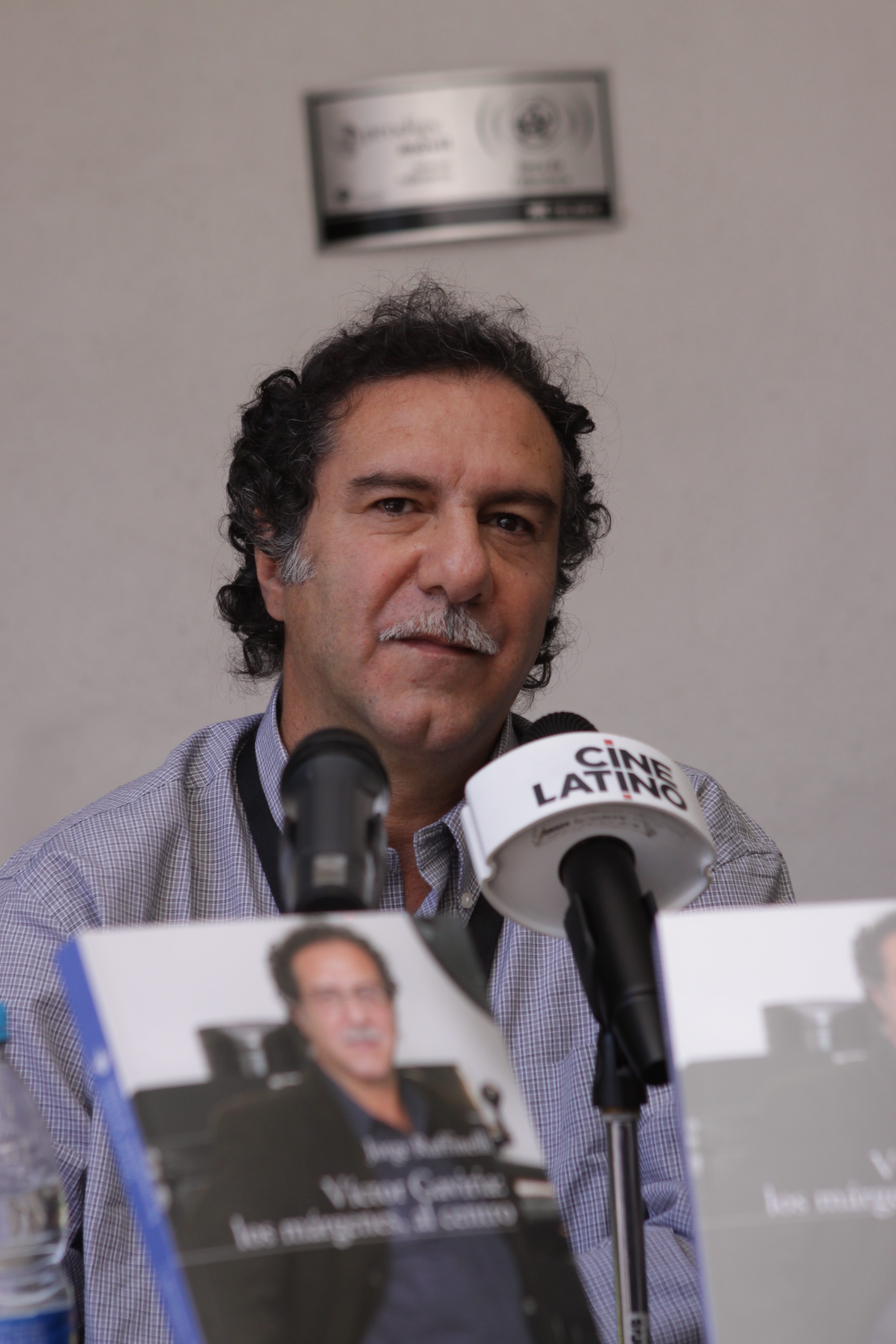
ویکتور گاویریا

سینمای کلمبیا در رقابت‌های سینمایی جهانی خیلی موفق نبوده‌است. با این حال برخی آثار موفق خصوصاً در دههٔ ۱۹۷۰ میلادی به جوایزی دست یافتند؛ مثلاً "Chircales" (۱۹۷۲) توسط مارتا رودریگوئز و خرخه سیلوا.
در طول دهه ۱۹۹۰، فیلم La estrategia del caracol (استراتژی حلزونی) از سیلوا و فیلم‌های بیکتور گاویریا و Rodrigo D: No futuro (۱۹۹۰) و La vendedora de rosas (۱۹۹۸), برای دریافت نخل طلا در جشنواره بین‌المللی فیلم کن نامزد شدند.
در دههٔ ۲۰۰۰ میلادی کاتالینا ساندینو مورنو برای فیلم تولید مشترک آمریکا-کلمبیا با نام ماریا سرشار از برکت نامزد یک جایزه اسکار شد. او همچنین جایزهٔ بهترین بازیگر زن در جشنواره بین‌المللی فیلم برلین در سال ۲۰۰۴ بود که برای بازی در شارلیز ترون موفق به کسب این جایزه هم شد.

## فیلم مستند
تولید مستند در کلمبیا با کیفیت متفاوت جریان دائمی داشته. با این وجود، به دلیل موانعی که صنعت فیلم در ارتباط با نمایشگاه و توزیع مواد در اختیار دارند، توزیع گسترده‌ای نداشته‌اند. بینندگان علاقه‌مند به نزدیک شدن به این موارد سمعی و بصری نادر هستند.
در طول دهه ۱۹۷۰، در شهر کالی یک «رونق» بسیار خوبی در فیلم‌سازی نه تنها در فیلم‌های مستند، بلکه در کل هنر وجود داشت. در آن زمان Grupo de Cali تشکیل شد که شامل کارلوس مایولو، لوئیس اسپینا، آندرس کیکدو، اسکار کامپو و سایر برنامه‌نویسان و مدیرانی بود که از طریق کار خود حس خاصی از واقعیت را نشان می‌دادند. در همان زمان، مستندسازانی مانند مارتا رودریگز و جورج سیلوا یک سری از مستند تولید کردند که به انسان‌شناسی نزدیک شده و تصویری از زندگی و واقعیت‌های ناشناخته بسیاری را نشان می‌دهد.

## پویانمایی
توسعهٔ پویانمایی در کلمبیا، مانند بقیه آمریکای لاتین، آهسته و نامنظم بوده‌است و تنها در سال‌های اخیر انیمیشن شروع به اهمیت نمود. ابتکارات در کشور در دهه ۱۹۷۰، به خصوص در تولید آگهی‌های تبلیغاتی تلویزیونی بود. با این وجود، در پایان دههٔ گذشته، فرناندو لاورده، پیشگام انیمیشن در کلمبیا بوده،که از روش‌های تجربی و منابع محدود برای ایجاد قطعات متحرک استفاده کرد که در سطح ملی و بین‌المللی شناخته شده. کارلوس سانتا، اصالتاً بوگوتایی، جهان فیلم متحرک را به عنوان هنرهای زیبا مورد بررسی قرار داده و به عنوان پدر انیمیشن تجربی در کلمبیا شناخته شده‌است. با حمایت FOCINE سانتا در سال ۱۹۸۸ فیلم El pasajero de la noche (مسافر شب), و در سال 1994 La selva oscura (جنگل تاریک) را ساخت و به جشنوارهٔ فیلم کاراکاس فرستاد. هر دو فیلم به خاطر شایستگی‌های هنری و رواییشان شناخته شده‌اند. کارلوس سانتا در سال ۲۰۱۰ نخستین فیلم متحرک بلند خود، Los Extraños Presagios de León Prozak (رازهای اسرارآمیز لئون پروزاک)، که در جشنواره بین‌المللی فیلم انیمیشن انسی برنده شده‌بود را پخش کرد. در دهه ۲۰۰۰ فعالیت انیمیشنی کلمبیا به دلیل علاقهٔ نسل جدید به این ژانر و ظهور تکنولوژی جدید رشد کرد. در سال ۲۰۰۳، فیلم انیمیشن بولیوار: یک قهرمان منتشر شد و جشنواره انیمیشن و بازی‌های ویدئویی LOOP تأسیس شد، جایی که کارهای انیماتورهای کلمبیایی و آمریکای لاتینی تشویق می‌شود.

## جشنواره‌ها

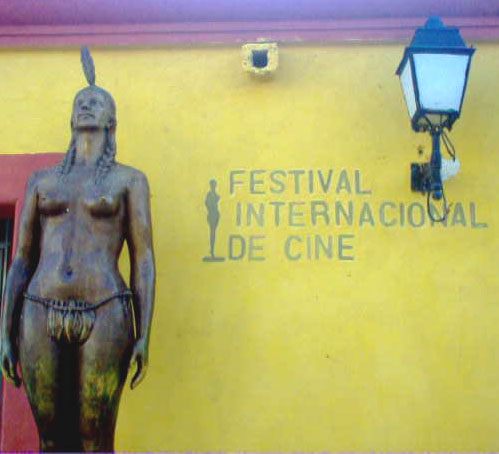
نمادی از فستیوال کارتاگنا، برترین جشنوارهٔ فیلم در کشور کلمبیا.

بسیاری از جشنواره‌های فیلم در کلمبیا برگزار می‌شود، اما مهم‌ترین آن‌ها جشنواره فیلم کارتاگنا، است که هر ساله از سال ۱۹۶۰ فعالیت می‌کند و جشنواره سینمایی بوگوتا، که از سال ۱۹۸۴ هر ساله فعالیت می‌کند و فیلم‌های آمریکای لاتین و سینمای اسپانیا را نمایش می‌دهد.
البته رقابت‌های دیگری نیز در طول سال در شهرهای مختلف کشور برگزار می‌شوند که اهمیت دو جایزهٔ فوق را ندارند.

## نمایش و توزیع
در کلمبیا چهار کانال بزرگ تجاری در سینما وجود دارد: سینم کلمبیا، سینه‌مارک، پروسینال و رویال فیلمز. بسیاری نیز از سینمای مستقل حمایت می‌کنند.

### افتخارات در کلمبیا
| Year | Box office openings from the Colombian film industry | Foreign box office openings | Total box office openings | Percentage of Colombian box office openings |
| ---- | ---------------------------------------------------- | --------------------------- | ------------------------- | ------------------------------------------- |
| ۱۹۹۳ | ۲                                                    | ۲۷۴                         | ۲۷۶                       | ۰٫۷۲٪                                       |
| ۱۹۹۴ | ۱                                                    | ۲۶۷                         | ۲۶۸                       | ۰٫۳۷٪                                       |
| ۱۹۹۵ | ۲                                                    | ۲۴۹                         | ۲۵۱                       | ۰٫۸۰٪                                       |
| ۱۹۹۶ | ۳                                                    | ۲۷۰                         | ۲۷۳                       | ۱٫۱۰٪                                       |
| ۱۹۹۷ | ۱                                                    | ۲۵۱                         | ۲۵۲                       | ۰٫۴۰٪                                       |
| ۱۹۹۸ | ۶                                                    | ۲۳۷                         | ۲۴۳                       | ۲٫۴۷٪                                       |
| 1999 | 3                                                    | NA                          | NA                        | NA                                          |
| ۲۰۰۰ | ۴                                                    | ۲۰۰                         | ۲۰۴                       | ۱٫۹۶٪                                       |
| ۲۰۰۱ | ۷                                                    | ۱۹۶                         | ۲۰۳                       | ۳٫۴۵٪                                       |
| ۲۰۰۲ | ۸                                                    | ۱۷۶                         | ۱۸۰                       | ۲٫۲۲٪                                       |
| ۲۰۰۳ | ۵                                                    | ۱۷۰                         | ۱۷۵                       | ۲٫۸۶٪                                       |
| ۲۰۰۴ | ۸                                                    | ۱۵۹                         | ۱۶۷                       | ۴٫۷۹٪                                       |
| ۲۰۰۵ | ۸                                                    | ۱۵۶                         | ۱۶۴                       | ۴٫۸۸٪                                       |
| ۲۰۰۶ | ۸                                                    | ۱۵۴                         | ۱۶۲                       | ۴٫۹۴٪                                       |
| ۲۰۰۷ | ۱۲                                                   | ۱۸۹                         | ۱۹۸                       | ۶٫۰۶٪                                       |
| ۲۰۰۸ | ۱۳                                                   | ۲۰۰                         | ۲۱۳                       | ۶٫۱٪                                        |
| ۲۰۰۹ | ۱۲                                                   | ۲۰۲                         | ۲۱۴                       | ۵٫۶٪                                        |
| ۲۰۱۰ | ۱۰                                                   | ۱۹۶                         | ۲۰۶                       | ۴٫۹٪                                        |
| ۲۰۱۱ | ۱۸                                                   | ۱۸۸                         | ۲۰۶                       | ۸٫۷۰٪                                       |
| ۲۰۱۲ | ۲۲                                                   | ۱۹۱                         | ۲۱۳                       | ۱۰٫۸٪                                       |
| ۲۰۱۳ | ۱۷                                                   | ۲۲۷                         | ۲۴۴                       | ۷٫۰۷٪                                       |
| ۲۰۱۴ | ۲۰                                                   | ۲۷۴                         | ۲۸۴                       | ۷٫۰۴٪                                       |
| ۲۰۱۵ | ۳۷                                                   | ۳۳۲                         | ۳۶۹                       | ۱۰٫۰۲٪                                      |

## پرفروش‌ترین فیلم‌های تاریخ کلمبیا
| رتبه | عنوان              | نام اصلی                  | فروش بلیط | سال  |
| ---- | ------------------ | ------------------------- | --------- | ---- |
| ۱    | کلمبیا جادوی وحشی  | Colombia, magia salvaje   | ۱٬۶۵۴٬۹۲۹ | ۲۰۱۵ |
| ۲    | یک سال مشکلی ندارد | Uno al año no hace daño   | ۱٬۶۳۴٬۷۶۳ | ۲۰۱۴ |
| ۳    | استراتژی حلزون     | La estrategia del caracol | ۱٬۶۰۰٬۰۰۰ | ۱۹۹۶ |
| ۴    | ال پاسئو           | El Paseo                  | ۱٬۵۰۱٬۸۰۶ | ۲۰۱۰ |
| ۵    | ال پاسئو ۲         | El Paseo 2                | ۱٬۴۳۱٬۸۱۸ | ۲۰۱۲ |
| ۶    | رساریو تیخراس      | Rosario Tijeras           | ۱٬۰۵۳٬۰۳۰ | ۲۰۰۵ |
| ۷    | سفر به بهشت        | Paraíso Travel            | ۹۳۱٬۲۴۵   | ۲۰۰۸ |
| ۸    | ال پاسئو ۳         | El Paseo 3                | ۸۲۵٬۳۵۳   | ۲۰۱۳ |
| ۹    | دختر گل فروش       | La vendedora de rosas     | ۷۰۰٬۰۰۰   | ۱۹۹۸ |
| ۱۰   | مرده از ترس        | Muertos del susto         | ۶۶۷٬۶۴۰   | ۲۰۰۷ |